# Extant
Extant ist eine US-amerikanische Science-Fiction-Serie, deren Handlung auch Facetten von Mystery und Drama beinhaltet. Die Serie wurde von Mickey Fisher entwickelt. In ihr wird eine Astronautin nach langer Weltraummission begleitet, die ihre unerklärbare Schwangerschaft zu ergründen versucht. Die Erstausstrahlung in den Vereinigten Staaten fand am 9. Juli 2014 bei CBS statt. In Österreich lief auf ORF eins die Ausstrahlung der ersten Staffel vom 1. Juni bis 6. Juli 2015. In Deutschland wurde sie vom 5. Juni bis 10. Juli 2015 bei sixx gezeigt.

## Handlung
Molly Woods ist eine Astronautin, die nach 13-monatiger Mission im Weltraum versucht, sich wieder in ihre Familie einzugliedern. Im Verlaufe der ersten Episode stellt sie fest, dass sie schwanger ist, obwohl sie alleine in ihrem Raumschiff war. Sie erinnert sich allerdings an eine unerklärliche Begegnung mit ihrem verstorbenen Freund, obwohl die Überwachungskameras keine zweite Person zeigen. Die Aufnahmen wurden von Molly gelöscht, weil sie dadurch eine Kompromittierung verhindern wollte.
John Woods ist ein Wissenschaftler, der einen als „Humanic“ bezeichneten humanoiden Roboter namens Ethan mit künstlicher Intelligenz ausgestattet hat und diesen als seinen Sohn bezeichnet. Ethan ist der Prototyp eines Projektes, das von Hideki Yasumoto finanziert wird.
Alan Sparks ist leitender Angestellter des Konzerns Yasumoto und glaubt Molly ihre Behauptung, die Videoaufzeichnungen versehentlich gelöscht zu haben, nicht und wirkt auf Yasumoto ein, das Projekt ihres Ehemannes zu finanzieren und dadurch eine engere Bindung an die Familie zu schaffen.
Yasumoto ist todkrank und verlängert sein Leben durch eine außerirdische Substanz. Es stellt sich im Laufe der ersten Staffel heraus, dass er den Ursprung dieser Substanz im Weltraum gefunden hat und die Weltraummission initiierte. Molly Woods wird der Fötus, der überdurchschnittlich schnell wächst, chirurgisch entfernt, der dann zur Untersuchung eingesperrt wird. Es stellt sich heraus, dass der Fötus ein Hybrid ist und die Gedanken der Menschen lesen und steuern kann. Dieser entkommt mit Hilfe von Sparks und versucht im Anschluss weitere Lebensformen Richtung Erde zu lotsen. Daraufhin wird eine neue Shuttlemission erzwungen, die von Molly durchgeführt wird. In deren Verlauf kommt sie erneut mit der außerirdischen Lebensform in Berührung.
In der zweiten Staffel wird die Invasion der Erde durch außerirdische Hybriden thematisiert. Die amerikanische Regierung produziert Kampfhumanoiden, um der Bedrohung Herr zu werden. Auch Molly Woods verwandelt sich langsam in einen Hybriden. Später richten sich die Kampfhumanoiden, gelenkt von dem Risiken bewertenden Supercomputer TAALR, auch gegen die Menschheit. Letztendlich werden alle Kampfhumanoiden mit Unterstützung der Hybriden zerstört und die Menschheit über die Existenz der Hybriden informiert, während sich die TAALR-KI selbst in einen Humanic-Körper lädt und untertaucht, bevor ihr Hauptsystem zerstört werden kann.

## Produktion und Ausstrahlung
Nach dem großen Erfolg der ebenfalls von Amblin Entertainment produzierten Science-Fiction-Serie Under the Dome gab der Fernsehsender CBS im August 2013 eine erste Staffel mit 13 Episoden für eine Ausstrahlung als Sommerserie in Auftrag. Entwickelt wurde die Serie von Mickey Fisher, der das Drehbuch schrieb und nebenbei noch als Produzent fungiert. Hinter dem Projekt, das von Amblin Entertainment und CBS Television Studios produziert wird, steht der Erfolgsproduzent Steven Spielberg, der ebenfalls als Produzent an der Fernsehserie beteiligt ist.
Die zentrale weibliche Hauptrolle konnte im Oktober 2013 an Oscarpreisträgerin Halle Berry vergeben werden. In den darauffolgenden Wochen und Monaten erhielten Pierce Gagnon und Hiroyuki Sanada weitere Hauptrollen. Anfang 2014 stießen Goran Višnjić, Michael O’Neill, Camryn Manheim und Grace Gummer zur Hauptbesetzung der Fernsehserie.
Die Dreharbeiten für die erste Staffel begannen am 10. Februar 2014 in Los Angeles.
Im Oktober 2014 verlängerte der US-amerikanische Sender CBS die Serie um eine zweite Staffel, deren Ausstrahlung im Sommer 2015 begann. Für diese wurden einige Änderungen vorgenommen. So kehrten Hiroyuki Sanada und Michael O’Neill nicht mehr zur Serie zurück, während Goran Višnjić und Camryn Manheim nur noch in wiederkehrender Funktion auftraten. Darüber hinaus wurde Jeffrey Dean Morgan für eine neue Hauptrolle engagiert.
Aufgrund der schwachen Einschaltquoten während der zweiten Staffel wurde die Serie im Oktober 2015 eingestellt.
Der ORF setzte die zweite Staffel der Serie nach der ersten Folge aufgrund von zu geringer Zuschauerquote (49.000 Seher, 3 % Marktanteil) ab. Der Sender Sixx strahlte die zweite Staffel 2016 wöchentlich in Doppelfolgen aus, hatte aber auch mit unterdurchschnittlichen Quoten zu kämpfen.

## Besetzung und Synchronisation
Die deutsche Synchronisation entsteht nach einem Dialogbuch und unter der Dialogregie von Heike Schroetter durch die Synchronfirma Interopa Film in Berlin.

### Hauptbesetzung
| Rollenname      | Schauspieler        | Hauptrolle (Folge) | Nebenrolle (Folge) | Synchronsprecher  |
| --------------- | ------------------- | ------------------ | ------------------ | ----------------- |
| Dr. Molly Woods | Halle Berry         | 1.01–2.13          |                    | Melanie Pukaß     |
| Dr. John Woods  | Goran Višnjić       | 1.01–1.13          | 2.01               | Klaus-Peter Grap  |
| Ethan Woods     | Pierce Gagnon       | 1.01–2.13          |                    |                   |
| Hideki Yasumoto | Hiroyuki Sanada     | 1.01–1.13          |                    | Torsten Michaelis |
| Alan Sparks     | Michael O’Neill     | 1.01–1.13          |                    | Bodo Wolf         |
| Julie Gelineau  | Grace Gummer        | 1.01–2.13          |                    | Julia Kaufmann    |
| Dr. Sam Barton  | Camryn Manheim      | 1.01–1.13          |                    | Almut Zydra       |
| JD Richter      | Jeffrey Dean Morgan | 2.01–2.13          |                    |                   |

### Nebenbesetzung
| Rollenname      | Schauspieler      | Nebenrolle (Folge)   | Synchronsprecher |
| --------------- | ----------------- | -------------------- | ---------------- |
| Gordon Kern     | Maury Sterling    | 1.01–1.13            | Rainer Fritzsche |
| Femi Dodd       | Annie Wersching   | 1.01–1.02, 1.07–1.10 | Heide Domanowski |
| Harmon Kryger   | Brad Beyer        | 1.01–1.02, 1.06–1.11 | Leonhard Mahlich |
| Marcus Dawkins  | Sergio Harford    | 1.01–1.05            |                  |
| Charlie Arthurs | Tyler Hilton      | 1.02–2.13            |                  |
| Quinn           | Louis Gossett Jr. | 1.04–1.05            |                  |
| Katie Sparks    | Tessa Ferrer      | 1.06–1.13            | Wanda Worch      |
| Odin            | Charlie Bewley    | 1.06–1.12            |                  |
| Anya Sparks     | Jeannetta Arnette | 1.07–1.12            |                  |
| Tobias Shepers  | David Morrissey   | 2.01–2.10            |                  |
| Lucy            | Kiersey Clemons   | 2.02–2.13            |                  |
| Shayna Velez    | Necar Zadegan     | 2.02–2.07            |                  |
| Anna Schaefer   | Hilarie Burton    | 2.02–2.07            |                  |
| Kelsey Richter  | Lyndon Smith      | 2.03–2.07, 2.12–2.13 |                  |
| Nate Malone     | Michael Gladis    | 2.04–2.10            |                  |
| Fiona Stanton   | Kate Burton       | 2.05–2.13            |                  |

## Episodenliste

### Staffel 1
| Nr. (ges.) | Nr. (St.) | Deutscher Titel                       | Originaltitel            | Erstausstrahlung USA | Deutschsprachige Erstausstrahlung (A) | Regie             | Drehbuch        | Quoten (USA) |
| ---------- | --------- | ------------------------------------- | ------------------------ | -------------------- | ------------------------------------- | ----------------- | --------------- | ------------ |
| 1          | 1         | Der Wiedereinstieg                    | Re-Entry                 | 9. Juli 2014         | 1. Juni 2015                          | Allen Coulter     | Mickey Fisher   | 9,58 Mio.    |
| 2          | 2         | Ausgestorben                          | Extinct                  | 16. Juli 2014        | 1. Juni 2015                          | Matt Earl Beesley | Leslie Bohem    | 7,96 Mio.    |
| 3          | 3         | Ich wünschte, du wärst hier           | Wish You Were Here       | 23. Juli 2014        | 1. Juni 2015                          | Holly Dale        | Mickey Fisher   | 6,48 Mio     |
| 4          | 4         | Zuflucht                              | Shelter                  | 30. Juli 2014        | 8. Juni 2015                          | Paris Barclay     | Greg Walker     | 5,92 Mio.    |
| 5          | 5         | Vertuschung                           | What on Earth Is Wrong?  | 6. Aug. 2014         | 8. Juni 2015                          | Dan Lerner        | Peter Ocko      | 5,94 Mio.    |
| 6          | 6         | Albträume                             | Nightmares               | 13. Aug. 2014        | 15. Juni 2015                         | Adam Arkin        | Eliza Clark     | 5,68 Mio.    |
| 7          | 7         | Es gibt mehr zwischen Himmel und Erde | More in Heaven and Earth | 20. Aug. 2014        | 15. Juni 2015                         | Christine Moore   | Vanessa Reisen  | 5,57 Mio.    |
| 8          | 8         | Seitenwechsel                         | Incursion                | 20. Aug. 2014        | 22. Juni 2015                         | Paul McCrane      | Gavin Johannsen | 5,57 Mio.    |
| 9          | 9         | Schutz und Pflege                     | Care and Feeding         | 27. Aug. 2014        | 22. Juni 2015                         | Dan Attias        | Mickey Fisher   | 5,67 Mio.    |
| 10         | 10        | Nur ein Haufen Karten                 | A Pack of Cards          | 27. Aug. 2014        | 29. Juni 2015                         | Dan Lerner        | Les Bohem       | 5,67 Mio.    |
| 11         | 11        | Eine neue Welt                        | A New World              | 3. Sep. 2014         | 29. Juni 2015                         | Kevin Dowling     | Eliza Clark     | 5,78 Mio.    |
| 12         | 12        | Vor dem Blut                          | Before the Blood         | 10. Sep. 2014        | 6. Juli 2015                          | David Solomon     | Peter Ocko      | 4,64 Mio.    |
| 13         | 13        | Die Mission                           | Ascension                | 17. Sep. 2014        | 6. Juli 2015                          | Miguel Sapochnik  | Mickey Fisher   | 5,44 Mio.    |

### Staffel 2
| Nr. (ges.) | Nr. (St.) | Deutscher Titel        | Originaltitel                 | Erstausstrahlung USA | Deutschsprachige Erstausstrahlung (A) | Regie              | Drehbuch                     | Quoten    |
| ---------- | --------- | ---------------------- | ----------------------------- | -------------------- | ------------------------------------- | ------------------ | ---------------------------- | --------- |
| 14         | 1         | Ein neues Szenario     | Change Scenario               | 1. Juli 2015         | 1. Feb. 2016                          | Dan Lerner         | Liz Kruger & Craig Shapiro   | 5,27 Mio. |
| 15         | 2         | Morphosen              | Morphoses                     | 8. Juli 2015         | 5. Feb. 2016                          | Christine Moore    | Mickey Fisher                | 5,11 Mio. |
| 16         | 3         | Algorithmen der Ethik  | Empathy for the Devil         | 15. Juli 2015        | 12. Feb. 2016                         | Dan Lerner         | Les Bohem                    | 4,62 Mio. |
| 17         | 4         | Der Codeschlüssel      | Cracking the Code             | 22. Juli 2015        | 12. Feb. 2016                         | P. J. Pesce        | Tom Pabst                    | 4,34 Mio. |
| 18         | 5         | Emotionen und Roboter  | The New Frontier              | 29. Juli 2015        | 19. Feb. 2016                         | Christine Moore    | Gianna Sobol                 | 4,32 Mio. |
| 19         | 6         | Im Namen der Evolution | You Say You Want an Evolution | 5. Aug. 2015         | 19. Feb. 2016                         | Kevin Dowling      | Pamela Davis                 | 4,77 Mio. |
| 20         | 7         | Rückzug                | The Other                     | 5. Aug. 2015         | 26. Feb. 2016                         | Adam Kane          | Mike Werb                    | 4,77 Mio. |
| 21         | 8         | Außer Kontrolle        | Arms and the Humanich         | 12. Aug. 2015        | 26. Feb. 2016                         | Olatunde Osunsanmi | Gavin Johanssen              | 4,47 Mio. |
| 22         | 9         | Die andere Seite       | The Other Side                | 19. Aug. 2015        | 4. März 2016                          | Kevin Dowling      | Les Bohem                    | 4,66 Mio. |
| 23         | 10        | Retter oder Teufel     | Don’t Shoot the Messenger     | 26. Aug. 2015        | 4. März 2016                          | Dan Lerner         | Tom Pabst                    | 4,90 Mio. |
| 24         | 11        | Zugzwang               | Zugzwang                      | 2. Sep. 2015         | 11. März 2016                         | Ken Fink           | Mickey Fisher                | 4,74 Mio. |
| 25         | 12        | Doppeltes Spiel        | Double Vision                 | 9. Sep. 2015         | 11. März 2016                         | Christine Moore    | Les Bohem Idee: Pamela Davis | 4,51 Mio. |
| 26         | 13        | Alpha und Omega        | The Greater Good              | 9. Sep. 2015         | 11. März 2016                         | Adam Kane          | Liz Kruger & Craig Shapiro   | 4,51 Mio. |

## Rezeption
Extant wurde bei den Critics’ Choice Television Awards 2014 als eine von insgesamt sieben Serien in der Kategorie Vielversprechendste neue Serie ausgezeichnet.

„Extant nimmt sich zwar einiges vor – von Posthumanität bis Posttraumata, von Alieninvasion bis Auferstehung – kriegt aber die Kurve. Protagonistin Molly erlebt klassische Gruselmomente, dafür geht Halle Berry ans Äußerste −, ohne dass der Rest der Serie hinter ihrer Leistung verschwindet.“